# ミロ・マナラ
ミロ・マナラ（Milo Manara、1945年9月12日 - ）は、イタリアの漫画家である。
女性をエロティックかつ魅力的に描いた作品を数多く発表しており、エロティック漫画の第一人者として知られている。

## 経歴
ボルツァーノ自治県の小都市ルゾーンにて生まれる。美術学校を卒業後ヴェローナに移り、スペイン人彫刻家ミゲル・ベロカルの下で助手として働いていた時にフランスの漫画文化であるバンド・デシネの存在を知り、その表現の可能性に目覚める。1968年にスタンド売りのポケット判大衆漫画の仕事を始めた彼は翌年、処女作『ジェニウス』(Genius)で漫画家デビューを果たす。当初は国内の漫画誌での仕事をしていたが、1976年、孫悟空を基にした『猿』がフランスの漫画誌アルテ・リニュス(Alter-Linus)に掲載されたの機に、フランスの出版社での活動を行うようになる。1978年、漫画誌ア・シュイーヴル(À Suivre)にて、『ジュゼッペ・ベルグマン』シリーズを発表。マナラはこの作品シリーズの中でHPというキャラクターを主人公として登場させているが、これはマナラの親友であると同時に、彼が漫画の師と仰いでいたウーゴ・プラットがモデルとなっている。プラットとは後に、19世紀の南北アメリカ大陸を舞台にした冒険譚『全てはまたインディアンの夏と共に始まった』(1981年)および『エル・ガウチョ』(1993年)で共に仕事をすることになる。1983年に、遠隔装置によって操られた女性が淫らになってしまう様を描いた『デクリック』を発表。以降、体を見えなくする塗料によって透明となった男が登場する『見えざる香り』(1986年)、前作と同様の主人公を据えた『隠しカメラ』(1988年)、若い娘がガリバー旅行記さながらの冒険を繰り広げる『ガリバリアーナ』(1996年)などエロティックな作品を生み出し、エロティック漫画の第一人者としての評判を確固たるものにした。1987年には『全てはまたインディアンの夏と共に始まった』がアングレーム国際漫画祭の外国語作品部門において最優秀作品賞を受賞した。
また、映画監督のフェデリコ・フェリーニと親交があり、『インテルビスタ』(1987年)、『ボイス・オブ・ムーン』(1990年)のポスターを手掛けるのみならず、未公開シナリオを基に『トゥルムへの旅』『G・マストロナの旅』を刊行した。同じくチリの映画監督・漫画原作者であるアレハンドロ・ホドロフスキーとは、15～16世紀に実在した貴族・ボルジア家をテーマにした『ボルジア』で共に仕事をしている。近年ではアメリカへも活動の場を広げており、アメコミ原作者としても知られる作家のニール・ゲイマンと漫画でのコラボレーションを行っている。1998年にはハーベイ賞にてジャック・カービーの殿堂に選ばれた。

## 作品
※特記がない限りマナラ単独名義。

### シリーズ
- ジュゼッペ・ベルグマン(Giuseppe Bergman、オリジナル版：1980年～1998年[3]、新装版：2005年～2007年[3]、全13巻)
  - オリジナル版

  1. HPとジュゼッペ・ベルグマン(HP et Giuseppe Bergman、1980年)
  2. 怒りの日(Jour de Colère、1983年)
  3. あるいは夢(Rêver, Peut-être、1989年)
  4. 星をまた見上げて(Revoir les Étoiles、1998年)

  - 新装版

  1. HPとジュゼッペ・ベルグマン：ヴェニスの主(HP et Giuseppe Bergman: Le Maître de Venise、2005年)
  2. HPとジュゼッペ・ベルグマン：マコンドの道(HP et Giuseppe Bergman: La Route de Macondo、2005年)
  3. 怒りの日：主役(Jour de Colère: Premier Rôle、2005年)
  4. 怒りの日：全てのシーン(Jour de Colère: Tous en Scène、2005年)
  5. 怒りの日：壁に貼り付けられた処女(Jour de Colère: La Vierge Murée、2006年)
  6. あるいは夢：謎の花(Rêver, Peut-être: La Fleur Mystérieuse、2006年)
  7. あるいは夢：カーリーの棘(Rêver, Peut-être: Les Épines de Kali、2006年)
  8. 星をまた見上げて(2007年)
  9. ジュゼッペ・ベルグマンの航海(L'Odyssée de Giuseppe Bergman、2004年)
- デクリック(Le Déclic、1983年～2001年、全4巻)
- 見えない香り(Le Parfum de l'Invisible、1986年～1995年、全2巻)
- ピラネージ(Piranese、2002年、1巻にて中断)
  1. 監獄惑星(La Planéte Prison)
- ボルジア(Borgia、アレハンドロ・ホドロフスキー作、2004年～2010年、全4巻)
  1. 教皇に捧げる血(Du Sang pour le Pape、2004年)
  2. 権力と近親相姦(Le Pouvoir et l'Incest、2006年)
  3. 焚き木の炎(Les Flammes du Bûcher、2008年)
  4. 全ては儚きもの(Tous est Vanité、2010年)
- カラヴァッジョ(Le Caravage、2014年～、既刊1巻)
  1. パレットと剣(La Palette et l'Épée、2014年)

### 単巻
- 猿(Lo Scimmiotto、1976年)
- 雪男(L'Homme des Neiges、アルフレッド・カステリ作、1979年)
- 4本の指 紙の男(Quatre Doigts: L'Homme de Papier、1982年)
- 紛らわしい見た目(L'Apparenza Inganna、1983年)
- 全てはまたインディアンの夏と共に始まった(Tutto Ricomincio con un'Estate Indiana、ウーゴ・プラット作、1986年)
- 尻叩きの芸術(L'Art de la Fessée、ジャン＝ピエール・エナール作、1988年)
- 短編映画(Courts Métrages、1988年)
- 隠しカメラ(Candide Caméra、1990年)
- ハニー 一人きりの夜(Miel, Tout Seule, La Nuit、1990年)
- 悪戯なニュース(Nouvelles Coquines、1990年)
- トゥルムへの旅(Voyage à Tulum、フェデリコ・フェリーニとの共作、1990年)
- クリストファー・コロンブス(Christophe Colomb、エンツォ・ビアジ作、1992年)
- 私的な日記帳(Journal Intime、1992年)
- ヴィーナスとサロメ(Vénus et Salomé、1994年)
- エル・ガウチョ(El Gaucho、ウーゴ・プラット作、1995年)
- ガリバリアーナ(Gulliveriana、1996年)
- 運命の出会い(Rendez-Vous Fatal、1996年)
- G・マストロナの旅(Le Voyage de G.Mastrona、フェデリコ・フェリーニとの共作、1996年)
- カマ・ストラ(Kama Sutra、1997年)
- あるポルトガル人修道女の手紙(Lettere di una Monaca Portoghese、1997年)
- 罠(Le Piege、1998年)
- ルシウスの変身(La Métamorphose de Lucius、1999年)
- 革命(Révolution、2000年)
- サンドマン：終わりなき夜(The Sandman: Endless Nights、ニール・ゲイマン作、P・クレイグ・ラッセルとミゲランホ・プラードらとの作画、2003年)
- イリアス(Iliade、2005年)
- 秘密の上映会(Projection Privée、2006年)
- 46(Quarante-Six、2007年)
- パンドラの目(Les Yeux de Pandora、ヴィンチェンゾ・セラミ作、2007年)
- X-メン：逃げ惑う女たち(X-Men: Ragazze in Fuga、クリス・クレアモント作、2009年)
- 妖艶なキメラ(Envoûtantes Chimères、2014年)
- 黙示録の翌日(Demain l'Apocalypse、2015年)

## 映画化された作品
Le Déclic(1985年)
『デクリック』の映画化。ジャン＝ルイ・リシャール監督。日本では『レディ・ドール』の邦題で1988年に公開された。

## 日本での出版
- 『ガリバリアーナ』(鵜野孝紀訳、パイ インターナショナル、2013年10月、ISBN 4756244149)